# أوليفر أكرمان
أوليفر أكرمان (بالإنجليزية: Oliver Ackermann)‏ هو صانع آلة موسيقية ‏ أمريكي، ولد في 22 نوفمبر 1976 في ألينتاون في الولايات المتحدة.

## وصلات خارجية
- أوليفر أكرمان على موقع ميوزك برينز (الإنجليزية)
- أوليفر أكرمان على موقع ديسكوغز (الإنجليزية)